# Embaixada de Burquina Fasso em Brasília
A Embaixada de Burquina Fasso em Brasília (Burkina Faso) é a principal representação diplomática burquinense no Brasil.
Fica no Setor de Habitações Individuais Sul, no Lago Sul. É a única opção consular do país africano na América do Sul.

## História
Brasil e Burquina Fasso iniciaram relações diplomáticas em 1975, quinze anos depois do Brasil reconhecer a independência da então República do Alto Volta. Em 1965, o presidente Maurice Yaméogo (1959–1963) visitou o Brasil. Em 1999, o ministro da agricultura Alassene Sere visitou o Brasil. Em 2000, a embaixada em Acra, no Gana, cumulativamente agiria como representante das relações com Burquina Fasso. Em setembro de 2003, o presidente Blaise Compaoré (1987–2014) visitou o Brasil, e em agosto foi a vez do ministro dos negócios estrangeiros Youssouf Ouédraogo, que assinou o acordo básico de cooperação técnica.
Em outubro de 2007, o presidente Luiz Inácio Lula da Silva (2003–2011) visitou Uagadugu, capital de Burquina Fasso, e estabeleceu a embaixada residente do Brasil na cidade via decreto presidencial. Em janeiro 2008, o ministro dos negócios estrangeiros Djibril Bassolé visitou o Brasil. Em setembro do mesmo ano, iniciaram as atividades da embaixada em Uagadugu, e em outubro outra visita ao Brasil ocorreu, agora pelo ministro do comércio Mamadou Sanou. Em novembro de 2009, o ministro dos negócios estrangeiros Alain Yoda visitou o Brasil para assinar um acordo de cooperação cultural e abrir a embaixada burquinense em Brasília. Em junho de 2010, o ministro dos transporte Gilbert Ouedrag à reunião da I Reunião da Comissão Mista bilateral em Brasília. Em 2012, o ministro da agricultura Laurent Sedogo esteve no país também. Em junho de 2013, ocorreu a reunião de acompanhamento da I Reunião da Comissão Mista Bilateral em Brasília. Entre 25 a 29 de abril de 2016, ocorreu a I Reunião do Comitê Gestor do projeto Cotton 4 + Togo, um projeto que visa ampliar a produção de algodão no Mali, Benim, Chade, Togo e Burquina Fasso.

## Serviços
A embaixada realiza os serviços protocolares das representações estrangeiras, como o auxílio aos burquinenses que moram no Brasil e aos visitantes vindos de Burquina Fasso e também para os brasileiros que desejam visitar ou se mudar para o país africano. Os brasileiros no país estão em número pequeno, sendo principalmente missionários cristãos. A embaixada é a única opção consular da Burquina Fasso no Brasil e em toda a América do Sul.
Outras ações que passam pela embaixada são as relações diplomáticas com o governo brasileiro nas áreas política, econômica, cultural e científica. Os dois países mantém acordos de cooperação técnica nas áreas de segurança alimentar e de combate à pobreza, assistência humanitária, defesa e biocombustíveis.